# Dora Ratjen
Heinrich Ratjen, nascut com a Dora Ratjen (Bremen, Alemanya, 20 de novembre de 1918 - 22 d'abril de 2008), fou un atleta que va competir per l'Alemanya nazi en salt d'alçada femení al Jocs Olímpics d'Estiu de 1936 a Berlín, acabant en quart lloc, però que més tard es va descobrir que era un home. En mitjans sensacionalistes ha estat anomenat erròniament Hermann Ratjen i Horst Ratjen.

## Infància
Ratjen fou el cinquè fill del taverner Heinrich Ratjen. La llevadora al principi va dir que era un nen, però després d'una exploració més detallada dels genitals de la criatura, va rectificar i el va declarar nena. Així, la criatura va ser registrada com Dora, un nom comú per a les nenes alemanyes de l'època. Per tant, va créixer com una noia, encara que el pare més tard va manifestar que una vegada havia demanat a un metge, que tractava un dels nens, de mirar-se els genitals de la petita Dora i fer-ne una diagnosi. El metge només va dir que no s'hi podia fer res. Tot fent-se gran, Dora va demostrar interès pels esports, i de ben petita ja participava en competicions escolars de salt d'alçada.

## Esportista d'elit
Iniciada la carrera esportiva, es va revelar una extraordinària saltadora, guanyant els campionats regionals de la Baixa Saxònia del 1934. Convocada a l'equip olímpic, hi va conèixer les altres dues estrelles alemanyes del salt d'alçada: Gretel Bergmann i Elfriede Kaun. Tanmateix, Bergmann fou apartada poc després perquè era jueva. La prometedora saltadora va passar a Anglaterra el 1933 quan, després de la presa del poder per Adolf Hitler, li fou impedit competir a Alemanya, i Dora Ratjen va ocupar el seu lloc a l'equip. El 1934 Bergmann va ser reclamada altre cop a Alemanya, convençuda a tornar sota l'amenaça de represàlies contra els seus parents que havien romàs al país. El Comitè Olímpic Internacional, de fet, havia imposat com a condició perquè es poguessin fer a Berlín els Jocs Olímpics del 1936 que els esportistes jueus fossin readmesos a la representació alemanya. De qualsevol manera, no li van permetre competir. Quan l'equip estatunidenc ja viatjava cap a Europa (i, per tant, ja no podia boicotejar els Jocs), li van comunicar que no havia arribat als mínims exigits per poder romandre a l'equip i fou substituïda per la seva companya d'equip i de cambra, Dora. Tot plegat per evitar que una atleta jueva pogués guanyar una medalla d'or, cosa que li hauria causat un malestar evident a Hitler. En conseqüència, Ratjen va competir en salt d'alçada femení al Jocs Olímpics d'Estiu de 1936 a Berlín, acabant en quart lloc. El 1938, va guanyar la medalla d'or al Campionat d'Europa d'Atletisme a Viena, aconseguint un nou rècord mundial amb un salt d'1,70 metres.

## Desvetllament del gènere i conseqüències
El 21 de setembre de 1938, després de la competició, va prendre un tren exprés des de Viena fins a Colònia (Alemanya). Dues admiradores van notar que li creixia la barba i van sospitar. El conductor del tren va informar la policia a l'estació de Magdeburg que hi havia "un home vestit com una dona" al tren. Ratjen va haver de baixar del tren i va ser interrogat per la policia. Va ensenyar els seus documents autèntics, que deien que era una dona, però després de dubtar una mica, va admetre que era un home, i va explicar la seva història. Van fer venir un metge i, després d'examinar-lo, va dictaminar que Ratjen era mascle. Tanmateix, el metge va descriure els genitals com tenir una "cicatriu des de la punta del penis fins al darrere", i que en la seva opinió amb aquest òrgan el contacte sexual seria impossible. Això sembla que descrigui una aparença similar al resultat d'una operació de Mika, que practiquen els aborígens australians, i en la qual la uretra del mascle es deixa tota oberta al llarg del penis. Quan Ratjen va néixer, sembla que el penis i l'escrot devien veure's partits pel mig, cosa que, afegit al fet que els testicles encara no haurien baixat i restaven ocults a les seves cavitats, hauria fet a la llevadora la impressió d'una vulva amb un clítoris anormalment allargassat, el que actualment s'anomena un hipospàdies. Quan es va veure descobert, sembla que Heinrich s'ho va prendre com un alliberament, com la fi d'una mentida, com semblen suggerir les seves declaracions al policia que l'havia detingut, que va explicar: «Ratjen va admetre obertament que estava content perquè 'el gat ha sortit de la bossa'». El descobriment fou comunicat de seguida a les autoritats alemanyes amb aquest comunicat: «La campiona europea de salt d'alçada Ratjen, de nom Dora, no és una dona, sinó un home. Prego que es notifiqui immediatament al Ministre d'Esports del Reich. S'esperen ordres via ràdio.» Gretel Bergmann va declarar tot seguit que no havia sospitat mai que la seva companya d'habitació fos en realitat un home, tot i que tant ella com les altres companyes la trobaven estranya i misteriosa (weird). A conseqüència d'això, li fou retirada la medalla d'or, es van anul·lar les marques que havia aconseguit, i fou expulsat de la Federació alemanya d'atletisme. Mai més no va tornar a competir, ni com a dona, ni com a home.

## Vida posterior
Després d'una llarga investigació, Ratjen va ser considerat innocent de qualsevol infracció, essent més aviat una víctima de les circumstàncies. El 1939 se li va canviar oficialment el nom pel de Heinrich Ratjen, de gènere masculí, i va rebre una certificació d'invalidesa. Va tornar a Bremen i més tard es va fer càrrec de la taverna del seu pare. Mai no va parlar amb la premsa ni va contestar mai cap pregunta sobre el seu passat, llevat d'una entrevista concedida el 1957 en què va admetre haver competit com a dona. Va morir a la mateixa ciutat on havia nascut el 2008, als vuitanta-nou anys.

## Un cas excepcional
Tot i que des de la dècada de 1960 es van imposar els exàmens físics de gènere i, més endavant, les anàlisis genètiques, per les sospites que es tenia d'algunes atletes de la Unió Soviètica i d'altres països de l'Est, aquest és l'únic cas comprovat de confusió de sexes als Jocs Olímpics.